# Brot für die Welt

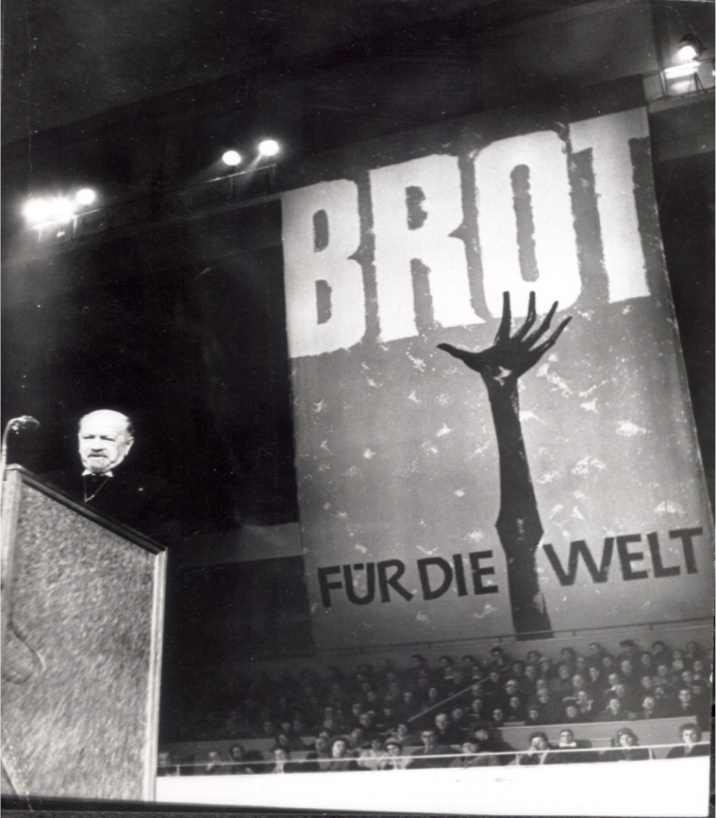
Eröffnung erste Aktion „Brot für die Welt“

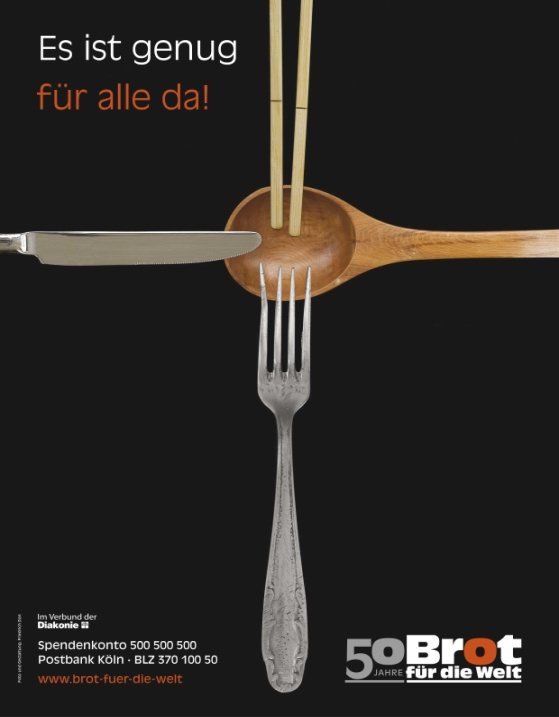
Leitspruch der 50. Aktion: „Es ist genug für alle da!“

Brot für die Welt ist ein Hilfswerk der evangelischen Landeskirchen und Freikirchen in Deutschland für die weltweite Entwicklungszusammenarbeit. Das Werk leistet Hilfe zur Selbsthilfe für die Arbeit von kirchlichen und nicht-kirchlichen Partnerorganisationen. Brot für die Welt unterstützt dauerhaft mehr als 1500 Projekte in Afrika, Asien, Lateinamerika und Osteuropa. Schwerpunkte der Arbeit sind Ernährungssicherung, Förderung von Bildung und Gesundheit, Stärkung der Demokratie, Achtung der Menschenrechte, Gleichstellung von Mann und Frau sowie die Bewahrung der Schöpfung.
Das Werk begründet seine Arbeit mit dem christlichen Glauben, der Nächstenliebe und Gerechtigkeit voranstellt. Es unterstützt seine Partnerorganisationen hauptsächlich durch finanzielle Förderung, aber auch durch die Entsendung von Entwicklungsfachkräften und Freiwilligen sowie durch die Vergabe von Stipendien. Dabei betreibt das Hilfswerk ausdrücklich keine Missionsarbeit. In Deutschland und Europa versucht Brot für die Welt, durch Lobby-, Öffentlichkeits- und Bildungsarbeit politische Entscheidungen im Sinne der Armen zu beeinflussen und ein Bewusstsein für die Notwendigkeit einer nachhaltigen Lebens- und Wirtschaftsweise zu schaffen. Brot für die Welt ist Teil des Evangelischen Werks für Diakonie und Entwicklung e. V. (EWDE), zu dem auch die Diakonie Katastrophenhilfe gehört, die humanitäre Soforthilfe in akuten Krisen leistet, sowie die Diakonie Deutschland, der Wohlfahrtsverband der evangelischen Gemeinde und Kirche. Brot für die Welt gilt als Pendant zum katholischen Hilfswerk Misereor.

## Geschichte
Am 12. Dezember 1959 eröffneten die evangelischen Kirchen in der Deutschlandhalle in Berlin vor rund 12.000 Besuchern die erste Aktion Brot für die Welt. Hauptanlass für diese erste Spendenaktion war eine Hungersnot in Indien, von der etwa zwölf Millionen Menschen betroffen waren. Der Aufruf wurde begründet mit der großzügigen Hilfe aus dem Ausland, die den Wiederaufbau nach dem Zweiten Weltkrieg ermöglicht hatte. Zunächst war nur eine einmalige Kampagne geplant. Die erste Sammlung erbrachte rund 19 Millionen Mark, von denen fast fünf Millionen in Ostdeutschland gespendet wurden. Diese erste Aktion von Brot für die Welt nutzte Sammelbüchsen mit der bekannten „Hungerhand“ des Berliner Künstlers Rudi H. Wagner.
Im ersten Aktionsjahr 1959/60 wurden 15 Projektanträge aus mehr als zehn Ländern auf drei Kontinenten zur Bewilligung vorgeschlagen. Der Schwerpunkt der Arbeit lag zu dieser Zeit in Indien. Dort wurden drei Projekte zur Kinderspeisung und zur landwirtschaftlichen Entwicklung gefördert. Aufgrund des großen Erfolges wurde die Aktion im Advent 1960 wiederholt und schließlich zu einer dauerhaften Einrichtung unter dem Dach des Diakonischen Werks.
Im Jahr 1962 gründete die Evangelische Kirche die Evangelische Zentralstelle für Entwicklungshilfe. Damit ging sie – wie die Römisch-katholische Kirche mit der Katholischen Zentralstelle für Entwicklungshilfe – auf das Angebot der Bundesregierung ein, den Kirchen öffentliche Mittel zur Förderung der Entwicklungsvorhaben ihrer Partner zur Verfügung zu stellen.
1968 rief der Theologe Helmut Gollwitzer auf der Synode der Evangelischen Kirche in Deutschland die Kirche dazu auf, sich gegenüber den Mächtigen in Politik und Wirtschaft für die Interessen der Armen einzusetzen. Die Synode empfahl den Landeskirchen, mindestens zwei Prozent der Einnahmen aus Kirchensteuern für die Bekämpfung der Armut in der Welt bereitzustellen. Viele evangelische Landes- und auch Freikirchen beteiligten sich daran und gründeten daraufhin als gemeinsames Werk den Kirchlichen Entwicklungsdienst.
1970 wurde die „Arbeitsgemeinschaft Kirchlicher Entwicklungsdienst“ gegründet. In diesem Verbund arbeitete die Aktion Brot für die Welt des Diakonischen Werks zusammen mit der Evangelischen Zentralstelle für Entwicklungshilfe, mit Dienste in Übersee, mit der Evangelischen Arbeitsgemeinschaft für Weltmission als Vorgänger des Evangelischen Missionswerks in Deutschland und dem Kirchlichen Entwicklungsdienst der Evangelischen Kirche in Deutschland. Diese Zuordnung geschah auch vor dem Hintergrund der Einschätzung, dass die Arbeit der Missionswerke durch ihre damals noch kaum aufgearbeitete Verflochtenheit in koloniale Abhängigkeiten, ihre Konzentration auf wenige Partnerkirchen und ihre vorrangige Orientierung an glaubensweckender Verkündigung einer institutionellen Ergänzung bedurfte.
1986 bestätigte die EKD-Synode in Bad Salzuflen die Option für die Armen, eingebettet in die ökumenische Solidarität der Kirchen, als grundlegende Zielperspektive für den kirchlichen Entwicklungsdienst. Sie setzte sich für eine Verstärkung der Bildungs- und Informationsarbeit über Entwicklungsfragen im Inland und eine Fortführung des Dialogs mit Regierung, Parteien und Verbänden ein. In den Jahren 1995 und 1996 befassten sich die EKD-Synoden erneut mit den Perspektiven der kirchlichen Entwicklungszusammenarbeit. Um die vorhandenen Mittel effektiver zu nutzen, wurden die evangelischen Entwicklungsorganisationen aufgefordert, Vorschläge für eine Strukturreform zu erarbeiten.
Im Jahr 2000 fusionierten dann die Evangelische Zentralstelle für Entwicklungshilfe, der Kirchliche Entwicklungsdienst, Dienste in Übersee und der Ökumenisch-Missionarische Weltdienst des EMW zum Evangelischen Entwicklungsdienst. 2003 schloss sich ihm das Ökumenische Stipendienwerk an.
2012 fusionierten der Evangelische Entwicklungsdienst und das Diakonische Werk der EKD mit Brot für die Welt und bildeten zusammen das Evangelische Werk für Diakonie und Entwicklung (EWDE). Internationale Entwicklungsarbeit und nationale Sozialarbeit sollten auf diese Weise enger zusammengeführt werden. Eines der beiden Teilwerke des Evangelischen Werks für Diakonie und Entwicklung ist Brot für die Welt, das auch die Diakonie Katastrophenhilfe für die unmittelbare Nothilfe umfasst. Im Oktober 2012 nahm das Werk seine Arbeit am neuen Standort in Berlin auf.
Präsidentin wurde die Pastorin Cornelia Füllkrug-Weitzel, die schon seit 2000 als Direktorin im Diakonischen Werk für Brot für die Welt zuständig war. Seit 1. März 2021 ist Dagmar Pruin Präsidentin.

## Arbeitsschwerpunkte und Ziele

### Förderung von Projekten und Programmen im Süden
Im Mittelpunkt der Arbeit von Brot für die Welt steht die Förderung von Projekten und Programmen in den Ländern des globalen Südens. 2019 bewilligte das Hilfswerk rund 265 Millionen Euro für 693 neue Projekte. Die Projekte laufen meist länger als ein Jahr, sodass insgesamt mehr als 1500 Projekte Förderung erhalten. Die neu bewilligten Projekte verteilen sich weltweit wie folgt:
- Afrika 242
- Asien 202
- Südamerika und Karibik 116
- Europa 23
- International 96

Eine enge und kontinuierliche Zusammenarbeit mit lokalen Partnerorganisationen soll gewährleisten, dass die Hilfe zur Selbsthilfe den sozialen, kulturellen und wirtschaftlichen Gegebenheiten vor Ort angepasst ist. Mit den ihnen anvertrauten staatlichen Mitteln sind die Partnerorganisationen oft an konkrete Vorgaben ihrer staatlichen Geber gebunden. Sofern sie Spendenmittel verwenden, sind sie bei der Zweckbestimmung und der Wahl weiterer Partner frei. Um Frauen wie Männern die Möglichkeit zu geben, gleichberechtigt an der Gestaltung ihrer Gesellschaft mitzuwirken, achtet Brot für die Welt bei allen Projekten auf Geschlechtergerechtigkeit.
Die Projekte und Programme verfolgen insbesondere die Ziele:
- Ernährung sichern
- Bildung und Gesundheit fördern
- Wasserversorgung verbessern
- Klimawandel begrenzen und Umwelt schützen
- Gleichberechtigung vorantreiben
- Menschenrechte und Frieden fördern

### Kampagnen- und Lobbyarbeit
Brot für die Welt weist auf Basis seiner Erfahrungen aus dem Dialog mit den Partnerorganisationen die Öffentlichkeit und Politik auf Missstände hin, schlägt Veränderungen vor und drängt auf deren Realisierung.
Ein Beispiel dafür ist die Initiative für ein Lieferkettengesetz, das der Bundestag beschließen soll. Damit könnten künftig deutsche Unternehmen für Vergehen ihrer Zulieferer verantwortlich gemacht werden. Das soll die Unternehmen dazu bringen, auf die Einhaltung internationaler Standards und nationalen Rechts bei diesen Firmen zu achten und nicht mehr davon zu profitieren, wenn Arbeitsrecht oder Umweltgesetze gebrochen werden.
Brot für die Welt ist neben anderen Organisationen auch Träger der jährlich Anfang Januar stattfindenden Demonstration unter dem Motto Wir haben es satt! in Berlin.

### Öffentlichkeitsarbeit
Zentraler Bestandteil der Öffentlichkeitsarbeit ist die Aufklärung der Bevölkerung über Ursachen und Hintergründe von Hunger, Armut und Gewalt in den Ländern des Südens sowie die Einwerbung von Spenden. Dabei stützt sich die Organisation auf ein Netz engagierter Personen, Gruppen, Kirchengemeinden und Schulen.

### Förderung des fachspezifischen Dialogs
Die Organisation unterstützt einen gleichberechtigten fachspezifischen Dialog zwischen Nord und Süd über alle Aspekte einer zukunftsfähigen Entwicklung.

### Kirchen helfen Kirchen
„Kirchen helfen Kirchen“ wurde Mitte der fünfziger Jahre ins Leben gerufen. Das Programm war laut eigenen Angaben die Antwort der evangelischen Kirchen in Deutschland auf die großzügige Hilfe, die sie in der Nachkriegszeit von Partnerkirchen aus dem Ausland erhalten hatten. Laut Brot für die Welt / Kirchen helfen Kirchen geht es dabei um folgende Ziele. „Nach wie vor gibt es weltweit Kirchen, die auf zwischenkirchliche Hilfen angewiesen sind. Sie müssen sich neuen Herausforderungen stellen, möchten ihr Tätigkeitsfeld erweitern oder bedürfen Hilfe, um plötzliche Krisenzeiten zu überbrücken. Dabei unterstützt ,Kirchen helfen Kirchen' pastorale Programme ebenso wie diakonische Aktivitäten.“ Das Projekt „Kirchen helfen Kirchen“ wurde 2019 mit rund zwei Millionen Euro von Brot für die Welt unterstützt.

## Finanzierung
Die wichtigsten Einnahmequellen waren im Jahr 2019:
- Bundesmittel (174 Mio. Euro)
- Spenden und Kollekten (64 Mio. Euro)
- Mittel des kirchlichen Entwicklungsdienstes (59 Mio. Euro)

Hinzu kommen kleinere Beträge von der EU oder aus Finanzerträgen, sodass Brot für die Welt 2019 insgesamt rund 313 Mio. Euro für seine Arbeit eingenommen hat. Die Mittel des kirchlichen Entwicklungsdienstes stammen aus der Kirchensteuer.
Der größte Teil der Ausgaben im Jahr 2019 waren Projektausgaben (91,6 %). Die weiteren Ausgaben flossen in Werbung und allgemeine Öffentlichkeitsarbeit (2,5 %) sowie in die Verwaltung (5,9 %).
Das Deutsche Zentralinstitut für soziale Fragen vergab 2019 erneut das DZI-Spendensiegel an Brot für die Welt und bestätigte damit den verantwortungsvollen und satzungsgemäßen Umgang mit Spendengeldern sowie angemessene Verwaltungsausgaben.

## Mitgliedschaften, Kooperationen
Die Organisation ist Gesellschafter von GEPA – The Fair Trade Company. Sie ist außerdem Mitglied von:
- Verband Entwicklungspolitik und Humanitäre Hilfe deutscher Nichtregierungsorganisationen (VENRO)
- Bündnis Entwicklung Hilft zusammen mit der Welthungerhilfe, Misereor, terre des hommes und medico international.
- ACT Alliance[14]
- Klima-Allianz Deutschland
- Aktionsbündnis gegen Aids
- Forum Fairer Handel
- Forum Umwelt & Entwicklung
- Right to Food and Nutrition Watch Consortium[15]

Brot für die Welt kooperierte unter anderem mit dem Bund für Umwelt und Naturschutz Deutschland (BUND) für die Studie Zukunftsfähiges Deutschland in einer globalisierten Welt. Ein Anstoß zur gesellschaftlichen Debatte (2008). Zudem war Brot für die Welt 2011 im Rahmen des ETO Consortium für extraterritoriale Staatenpflichten an der Verabschiedung der Maastrichter Prinzipien beteiligt und engagiert sich dafür, Staaten zu verpflichten, die Menschenrechte auch über die eigenen Staatsgrenzen hinaus zu achten, zu schützen und zu gewährleisten.

## Publikationen
Regelmäßig informiert Brot für die Welt über seine Arbeit, unter anderem mit folgenden Publikationen:
- Jahresbericht
- Projekte und Positionen
- Aktionsmappe
- Spenden-Newsletter
- Gemeinde-Newsletter

Für die Arbeit der Kirchengemeinden veröffentlicht das Hilfswerk Gottesdienst-Bausteine und Predigten zu Erntedank, Advent und Weihnachten, Vorschläge für die Konfirmandenarbeit und die Kinderkirche.

## Kritik

### Agrarindustrie
Die Brot-für-die-Welt-Kampagne „Hunger durch Überfluß?“ erregte in den 1980er Jahren Aufmerksamkeit, aber auch Widerspruch. Das Hilfswerk erklärte, dass Luxusgüterproduktion für Europa (Ananas, Kokosnuss, Tierfutter) den Nahrungsmittelanbau für die Einheimischen verringere. „Die Umstellung von einer Selbstversorgungswirtschaft auf Plantagenproduktion, die in der Kolonialzeit begann und bis auf den heutigen Tag andauert, erwies sich (...) für die meisten Entwicklungsländer als Anfang des Dauerhungers. (...) Bestes Land wurde statt zur Nahrungsmittelerzeugung für Tee-, Kaffee-, Baumwolle-, Sisal- oder Kakaoplantagen requiriert.“ Die Kritik darauf reichte „von eilfertigem Protest in ihrer Tätigkeit unmittelbar angesprochener Wirtschaftskreise über den Vorwurf kommunistischer Unterwanderung und wissentlicher Lüge bis zu ausführlichen Stellungnahmen von Wissenschaftlern, die mit bemerkenswerter Mühe im einzelnen auf die Argumente und die Vielfalt der dahinterstehenden Probleme eingingen.“
Die Kritik an der Exportorientierung wird bis heute von Entwicklungsaktivisten geteilt. Brot für die Welt kritisiert bis heute die Produktionsweise der Agrarindustrie, beispielsweise bei den Demonstrationen Wir haben es satt!, und ruft damit Widerspruch beim Deutschen Bauernverband hervor, dem Vertreter der konventionellen Agrarindustrie. Die Verbände für ökologische und bäuerliche Landwirtschaft hingegen rufen ihre Mitglieder zur Teilnahme an der Demo auf, um staatliche Unterstützung für „mehr Klimaschutz, umweltschonenden Ackerbau und artgerechte Tierhaltung“ zu erhalten.

### Nahost-Konflikt
Es wird eine Einmischung in den Nahost-Konflikt kritisiert: „Von verschiedenen Seiten gibt es immer wieder Kritik, dass besonders deutsche Hilfswerke Organisationen in Israel unterstützen würden, die sich an israelfeindlichen Aktivitäten beteiligen. Der Vorwurf: Hilfswerke wie Brot für die Welt torpedierten mit dieser Finanzierung den israelisch-palästinensischen Dialog.“ Der zitierte Beitrag der Deutschen Welle untersucht diesen Vorwurf, kann ihn aber nicht belegen.
Die Arte-Dokumentation Auserwählt und ausgegrenzt – Der Hass auf Juden in Europa von 2015/16 erwähnt auch Brot für die Welt und stellt das Hilfswerk in einen antisemitischen Zusammenhang. Die Dokumentation weist mehrere Fehler auf. „Gezeigt wird ein unsäglicher antisemitischer Ausspruch des Mitarbeiters einer Organisation, die von Brot für die Welt unterstützt wird; unterschlagen wird aber die Darstellung der Hilfsorganisation, dass der Mann 2014 genau deswegen entlassen wurde.“ Der ehemalige israelische Botschafter in Deutschland, Schimon Stein, schrieb dazu: „Die Dokumentation über Judenhass in Europa verwechselt Israelkritik und Judenfeindlichkeit. Damit verfehlt sie das eigentliche Problem: den klassischen Antisemitismus.“

### Partnerorganisationen
Im Jahr 2007 erhoben Mitglieder der Church of South India Korruptionsvorwürfe gegen die Leitung der zweitgrößten Kirche in Indien. Der Evangelische Entwicklungsdienst, der später in Brot für die Welt aufging, beendete daraufhin im selben Jahr sein einziges Projekt mit der CSI, obwohl es in dem Projekt keine Korruption gab. Der Entwicklungsdienst merkte jedoch starke Schwächen in der Organisation. Außerdem verhängte er ein Moratorium für die Zusammenarbeit mit der CSI. Die Korruption in der Church of South India wurde auch im kirchlichen Kontext diskutiert, etwa bei einer Tagung in der Evangelischen Akademie Bad Boll zum Thema Korruptionsbekämpfung in der Entwicklungszusammenarbeit.
Die Ermittlungen gegen die Church of South India führten zur Absetzung des korrupten Vorstands und weiterer Führungspersonen. Inzwischen macht Brot für die Welt eine Ausnahme von dem Moratorium und beteiligt sich an einem Projekt, das die Organisation CASA leitet (Church’s Auxiliary for Social Action). Unter den neun in einem Netzwerk zusammenarbeitenden Organisationen ist auch die CSI vertreten. Das Netzwerk qualifiziert Menschen im Bereich Konflikttransformation und -prävention. Bei der koordinierenden Organisation handelt es sich um eine vertrauenswürdige und seit vielen Jahren geförderte Organisation, deren Strukturen und Verfahren eine gewisse Sicherheit vor Missbrauch bieten. Das Projekt wird seit 2018 von Brot für die Welt gefördert und es gab keine Hinweise auf Korruption (Stand 2020).
Laut aktuellen Meldungen war der 2007 begonnene Protest der Kirchenmitglieder gegen korrupte Führungskräfte in der CSI erfolgreich und führte zu Rücktritten, Untersuchungen und Verurteilungen.

## Varia
Das 1972 erschienene Lied Die heiße Schlacht am kalten Buffet von Reinhard Mey endet mit den Worten ..."und von dem vereinnahmten Geld/gehn zehn Prozent, welch noble Idee/als Spende an Brot für die Welt."
In den 1980er Jahren entstand in der DDR das Brot-für-die-Welt-Spiel. Das Gesellschaftsspiel für zwei bis vier Personen wurde in der Evangelisch-methodistischen Kirche erdacht und hergestellt. Es warb für die Ziele und um die Unterstützung des deutschen kirchlichen Hilfswerks „Brot für die Welt“. Ein Exemplar des Spiels gehört zum Bestand des Zeitgeschichtlichen Forums Leipzig.
Seit 1986 existierte mit den Himmlischen Kickern eine kirchliche Fußballmannschaft in der damaligen Nordelbischen Kirche, die durch Benefizveranstaltung und Charityturnieren 27 Jahre lang Spendengelder für Brot für die Welt erspielte. Die Spielerkleidung griff das Corporate Design auf und führte den Schriftzug „Brot für die Welt“ auf den orangefarbenen Trikots. Insgesamt wurden in mehr als 250 Spielen über 120.000 Euro von der Kirchenelf erspielt. Das letzte Spiel fand im Mai 2013 statt.